# 936 TCN
936 TCN là một năm trong lịch La Mã.